# Чернігівський завод радіоприладів
Публічне акціонерне товариство «Чернігівський завод радіоприладів» («ЧЕЗАРА») створене на базі державного підприємства «Чернігівський радіоприладний завод», який був спроектований для космічних потреб і тривалий час працював на оборонний та ракетно-космічний комплекс колишнього СРСР.

## Історія
Дата заснування — 14 лютого 1967 р., коли за Наказом № 16 Міністра машинобудування була організована дирекція підприємства, та призначений директор — Безверхий Леонід Іванович (присвятив 23 років заводу).
У цей день було закладено перший кубометр бетону першого корпусу (у ньому замуроване символічне послання нащадкам).
Одночасно в цьому ж році створено відділ капітального будівництва, обладнання, бухгалтерія, партійні та громадські організації.
Жовтень 1968 — введено в експлуатацію перший об'єкт — котельня.
У листопаді запрацював перший токарний верстат першого цеху — ремонтно-механічного (ЦРМ). Тут виготовлялося нестандартне обладнання, необхідне для будівництва заводу, а також різні вироби для сільського господарства, запчастини для тракторів, комбайнів та іншої техніки.
Починається організація першого складального цеху, створюються відділи: головного технолога, головного енергетика, матеріально-технічного постачання, кадрів, воєнізованої охорони. Відкрився радіомеханічний технікум де кадри готувалися тільки під потреби заводу.
1969 р. — введена в експлуатацію підстанція, 1-а черга корпусу № 1, їдальня на 280 місць.
1970 р. — вводиться в експлуатацію корпус № 21 з побутовими приміщеннями, гараж, корпус допоміжних цехів, станція нейтралізації, пожежний резервуар. Створюється відділ головного конструктора. Завершується створення основних цехів і служб.
Завод стає діючим підприємством. Перший складальний цех готується до випуску основної продукції і в 1971 р. випускає перші датчики для космічних супутників.
Потім починається виробництво апаратури та приладів неруйнуючих методів контролю, цифрових відлікових пристроїв і систем електроавтоматики та управління до верстатів з програмним управлінням, рілейно-комутаційних пристроїв (РКП) для автоматизованої перевірки електромонтажу, апаратури ретрансляції телевізійних сигналів, сигналів зв'язку, навігаційної наземної, бортової і телеметричної апаратури для систем управління літаками та суднами цивільного флоту, перетворюючої апаратури, датчиків тиску, температури, інерції, вологості, обертів, телеметричної апаратури, яка використовується для вимірювання і реєстрації технологічних параметрів у різних галузях промисловості, охорони здоров'я, транспорту, зв'язку та сільського господарства.
1971—1972 рр.. — Будуються нові корпуси (№ № 26,28), створюється цех мікроелектроніки, який стане гордістю заводу. Високо кваліфіковані кадри, сучасна техніка та технологія дозволять йому в 1979 р. першим отримати звання «Зразковий».
Поряд з основною продукцією освоюється випуск товарів народного споживання.
У 1970 р. у відділі головного конструктора діє сектор ТНС. У 1971 р. — створено КБ товарів народного споживання, яке в 1978 р. перетворено в СКБ, що входить разом з цехом по виробництву ТНС в окреме виробництво. Завод випускає: сувеніри, світильник однолампові, світильник-4-х ламповий, значки, карнизи, приставки-ПСКД, антени АТКД, блоки і модулі для кольорових телевізорів (УПІМЦТ).
Створюються філії в с. Моргуличі (складальне виробництво), в с. Холявіно (деревообробний цех, склади), в с. Лавинь (цегельний завод і підсобне господарство). Розширюється мережа підготовки кадрів, діє учкомбінат на 500 місць, під потреби заводу в різних ВУЗах навчаються заводські стипендіати. Продовжує покращуватися інфраструктура — будується житловий фонд (всього буде побудовано 6 тисяч квартир), медпункт, який переростає в сучасну поліклініку, в 1983 р. буде побудований лікарняний комплекс, база відпочинку на 300 місць, піонерський табір на 280 місць, дитячі садки (їх буде 7), гуртожитки, спортклуб, медико-відновлювальний центр.
1978 р. — з метою вдосконалення системи управління підприємством, забезпечення його мобільності та відповідності новим вимогам часу, цехи та служби були об'єднані по п'яти головним напрямкам виробництва — механічне, інструментальне, складальне, датчикове, товарів народного споживання.
Об'єднувалися вони у Виробниче об'єднання «Чернігівський радіоприладний завод» — сучасне підприємство з високим рівнем технології організації виробництва, яке міцно зайняло місце у ряді найкращих підприємств галузі.
Праця близько 200 робітників і інженерів було відзначено орденами і медалями. Заводу в 1980 р. було присвоєно почесне звання «Імені В. І. Леніна», а в 1982 р. за розробку, проведення й освоєння серійного виробництва комплексу спецтехніки об'єднання нагородили Орденом Трудового Червоного прапора.

### Після розвалу Радянського Союзу
Початок 90-х років — час економічного спаду, конверсії у ВПК, час пошуку нових шляхів уже не тільки розвитку, але іноді і виживання.
Використовуючи досвід по виробництву спеціальної техніки зв'язку, підприємство налагоджує випуск апаратури для міських АТС електрозв'язку, а також радіорелейне устаткування. Освоюється випуск нетрадиційних для машинобудівного підприємства видів продукції — стіл операційний, крісло гінекологічне, голки ін'єкційні одно-і багаторазового користування, компаратор «Лінкей» і т. д.
У 1991 р. створюється служба маркетингу і зовнішньоекономічної діяльності. Підприємство заявляє про себе на провідних міжнародних виставках, ділових зустрічах і конференціях. У 1992 році ВАТ «ЧеЗаРа» стає постійним учасником спеціалізованих виставок зв'язку в Києві, Москві]], Санкт-Петербурзі. З 1996 року ВАТ «ЧеЗаРа» щорічно представляє свою продукцію на головній світовій виставці техніки зв'язку «CeBIT» в Ганновері (ФРН).
У 1992 р. починаються роботи зі створення спільного підприємства з виробництва міжнародних станцій 5ESS з американською компанією «АТ&Т», які в 1996 р. завершилися створенням спільного підприємства. У результаті взаємної співпраці було створено перше на підприємстві СП, яке носило назву «Люсент Текнолоджіз-ЧеЗаРа, ЛТД».
Потім будуть знайдені нові форми спільної діяльності з зарубіжними партнерами — виконання їх виробничих замовлень по контрактах. Перепрофілювання, пошук зарубіжних партнерів, освоєння нової продукції дає свої результати, але не вирішує всіх економічних труднощів підприємства.
Тому постало питання про нові форми управління підприємством. 1992—1994 рр.. — Час проведення заходів з акціонування, яке завершилося 26.05.94 р. створенням ВАТ «Чернігівський завод радіоприладів» — ВАТ «ЧеЗаРа». У 1996 р почалася продаж акцій. У 1997 р. на 1-му засіданні акціонерів першим Президентом і Головою Правління був обраний Колісник Костянтин Іванович.
У 1996 р. відбулася реструктуризація — утворилося 12 дочірніх підприємств і структурних підрозділів з повним правом вести самостійну фінансову і виробничу діяльність. Провідними з них були:
- ХСП «Радіоприладний завод»;
- ДП «Рапід»;
- ХСП завод «Інструмент»;
- ДП завод «Необ».

19 червня 2012 р. рішенням позачергового зібрання акціонерів підприємство перейменовано в Публічне акціонерне товариство «ЧЕЗАРА». Проведені радикальні зміни організаційної структури. Генеральним директором призначено Свириденка Анатолія Олексійовича. У 2012 році членом наглядової ради став Анатолій Олександрович Долеско.
Нині ПАТ «ЧЕЗАРА» — провідний виробник апаратури зв'язку п'ятого покоління, датчик-перетворюючої апаратури, медичної техніки, КПВ, ТНС.

### 2010-ті
В середині 2010-тих на ПАТ «ЧеЗаРа» активно розвивається порівняно новий вид діяльності — виготовлення систем керування вогнем броньованої техніки та бойових модулів. Фахівцям підприємства в стислий термін вдалось створити бойові модулі «Десна» та «Іва».
Втім основною продукцією для Збройних Сил України є електронно-оптичні системи, що дозволяють знаходити ціль, вести спостереження за полем бою і здійснювати повний комплекс управління системою озброєння бойових машин. Зокрема, до них належать «ТРЕК-М» (встановлюють на БТР-3Е1), «ТАНДЕМ-2» (встановлюють на БМП-1), «ТРІАДА» і «ПАНОРАМА-2П», яка є пристроєм колового огляду для пошуку і виявлення цілей командиром екіпажу машини. Всі вони пройшли випробування та встановлюються на різні зразки української техніки. Також на заводі вже розроблені скеровуюча для ПТКР транспортно-пускового контейнера на бойовому модулі, механізми повороту башти та механізми підйому озброєння БМП, БТР та іншої легкоброньованої техніки.
Триває робота і над радіолокаційними системами — розробками заводу в цьому напрямку є мобільна РЛС кругового огляду «Дельта» та «Дельта-М». Для ВМС України фахівці заводу освоїли виробництво універсального комплексу управління вогнем «Катран» для всіх типів кораблів та катерів і корабельної артилерійської установки КАУ-30.
У співпраці з ДП «ВО „Південний машинобудівний завод“», ДП НДІ «Квант», ПАТ «НВО „Київський завод автоматики“» заводу «ЧеЗаРа» вдалося налагодити виробництво продукції за різними спрямуваннями — від космічного і військового до цивільного.
Крім того, завод виготовляє систему «СІРІУС», за допомогою якої збирається інформація з датчиків космічного корабля. Також вона забезпечує збереження інформації на ділянці відсутності радіозв'язку з наступним її передаванням. «СІРІУС» встановлений на ракетно-космічних носіях «Зеніт-3SL», «Зеніт-3SLБ», «Зеніт-3SLБФ», «Дніпро», «Циклон» в рамках участі України в багатьох міжнародних космічних проектах.

## Продукція

Радіоприймач Данко FM Receiver

### Радіоприймачі
- Данко РП-301-міні[4][5]
- Данко РП-201[6]
- Данко FM Receiver (66..108 МГц)